# David Link
David Link (Colònia, 1971) és un artista alemany. El 2004 va escriure la seva tesi, titulada Poetry Machines / Machine Poetry, a la Universitat Humboldt de Berlín i a l'Acadèmia d'Art Multimèdia de Colònia. Entre el 2009 i el 2011 va ser titular de la Càtedra de Tecnologies Experimentals en el Context Artístic a l'Acadèmia d'Arts Visuals de Leipzig. L'objecte de recerca de l'artista se centra en la interrelació entre art, ciència i tecnologia, i opera des de l'art generatiu. Al principi de la seva carrera, David Link va fundar i editar la revista ARTIC, una publicació d'art i filosofia. També va fundar el grup Codelab a Berlín. Des del 1997 nombrosos festivals i institucions han mostrat les seves instal·lacions d'art informàtic, així com les seves performances. La seva obra Poetry Machine (2012) forma part de la col·lecció permanent del ZKM, Zentrum für Kunst und Medien de Karlsruhe. A Catalunya ha exposat al CCCB, dins d'una exposició monogràfica sobre Ramon Llull.